# 清遠石龍戰鬥
清遠石龍戰鬥發生於1929年5月10日－13日，地點則是在中國粵中一帶，是國民革命軍內部所發生的內戰戰鬥之一。清遠石龍戰鬥的交戰雙方，一方為粵軍第八路，另一方為桂軍徐景唐師部。